# Прапор Чернігівського району (Чернігівська область)
Пра́пор Черні́гівського райо́ну — офіційний символ Чернігівського району Чернігівської області, затверджений 17 червня 2004 року рішенням районної ради.

## Опис
Прапор являє собою прямокутне полотнище із співвідношенням ширини до довжини 2:3, що складається з двох рівних горизонтальних смуг: верхня — білого кольору, нижня — зеленого. У верхньому кутку біля древка на білому полі зображено герб району, висота якого становить третину висоти прапора.

## Символіка
Біла смуга символізує вірність, миролюбність та щирість, а зелена — достаток та багатство Поліського краю.